# Maplewood (Minnesota)
Maplewood – miasto w Stanach Zjednoczonych, w stanie Minnesota, w hrabstwie Ramsey.